# Rákóczi Anna Mária
Felsővadászi Rákóczi Anna Mária (1627 – Bécs, 1647) apáca, Rákóczi Pál országbíró és Pethe Anna leánya. Rákóczi Zsigmond erdélyi fejedelem unokája.

## Élete
Apját már kilencéves korában elvesztette. Özvegyen maradt anyjával és öccsével, Lászlóval együtt Bécsbe költözött, ahol apácazárdában folytatták nevelését. Egy évvel később anyja is meghalt. Végrendeletében szabad választást biztosított leányának arról, hogy felnőttként a zárdában kíván-e maradni, vagy elhagyja azt. Továbbá úgy rendelkezett, hogy árván maradt gyermekei fölött a gyámságot III. Ferdinánd király gyakorolja. Gyámjuk azonban végül nagybátyjuk, I. Rákóczi György fejedelem lett. Anna apácaként halt meg húszéves korában.